# Céphalosporine C
La céphalosporine C est un antibiotique de la classe des céphalosporines. Elle a été isolée de mycètes du genre Acremonium (en) et caractérisée pour la première fois en 1961. Bien qu'elle ne soit pas elle-même un antibiotique très actif, des analogues synthétiques de la céphalosporine C tels que la céfalotine sont devenus des céphalosporines parmi les plus distribuées commercialement.